# Kanonikerstift St. Martin (Zyfflich/Kranenburg)

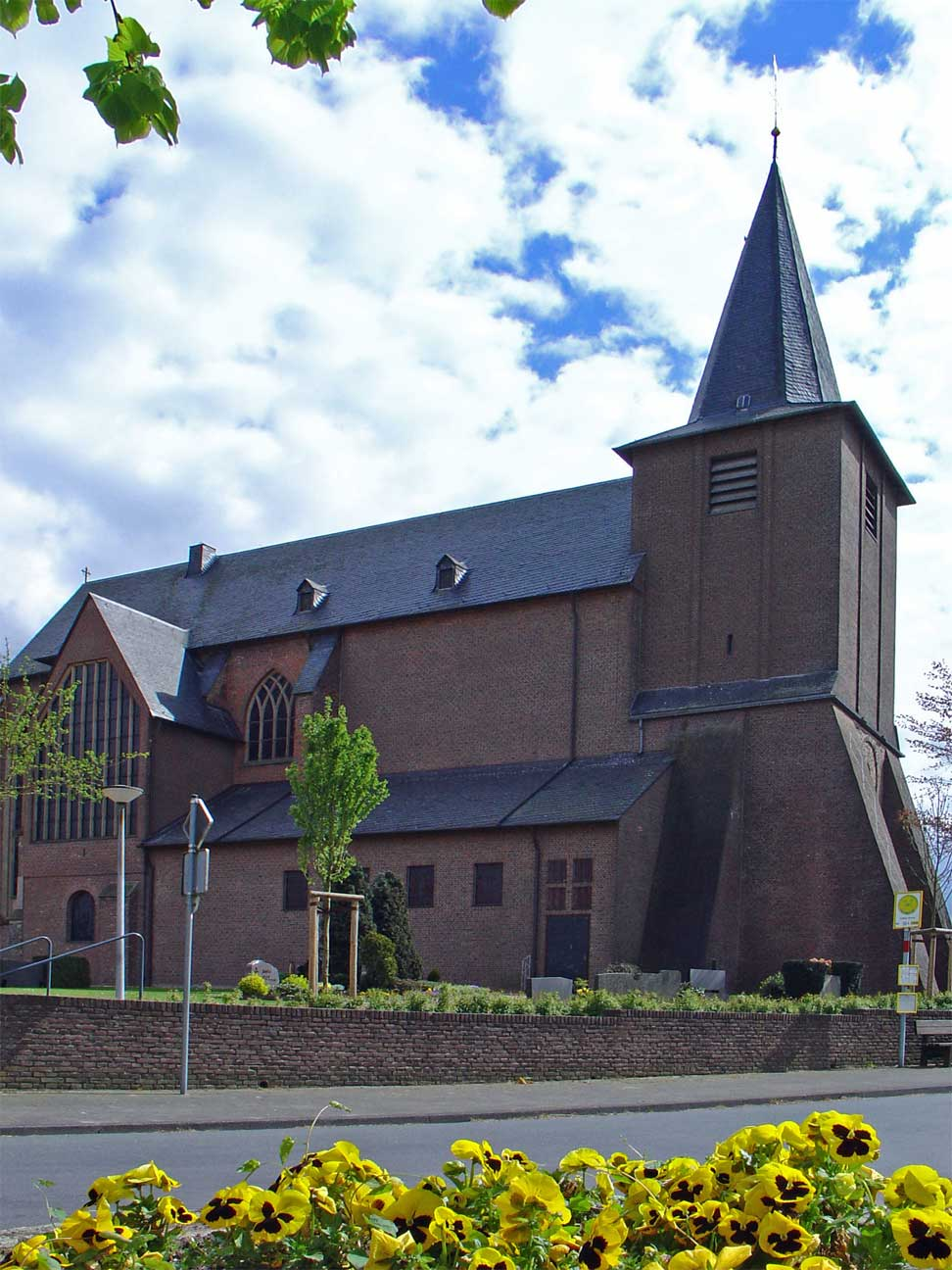
Ehemalige Stiftskirche St. Martin (bis 1436), Zyfflich

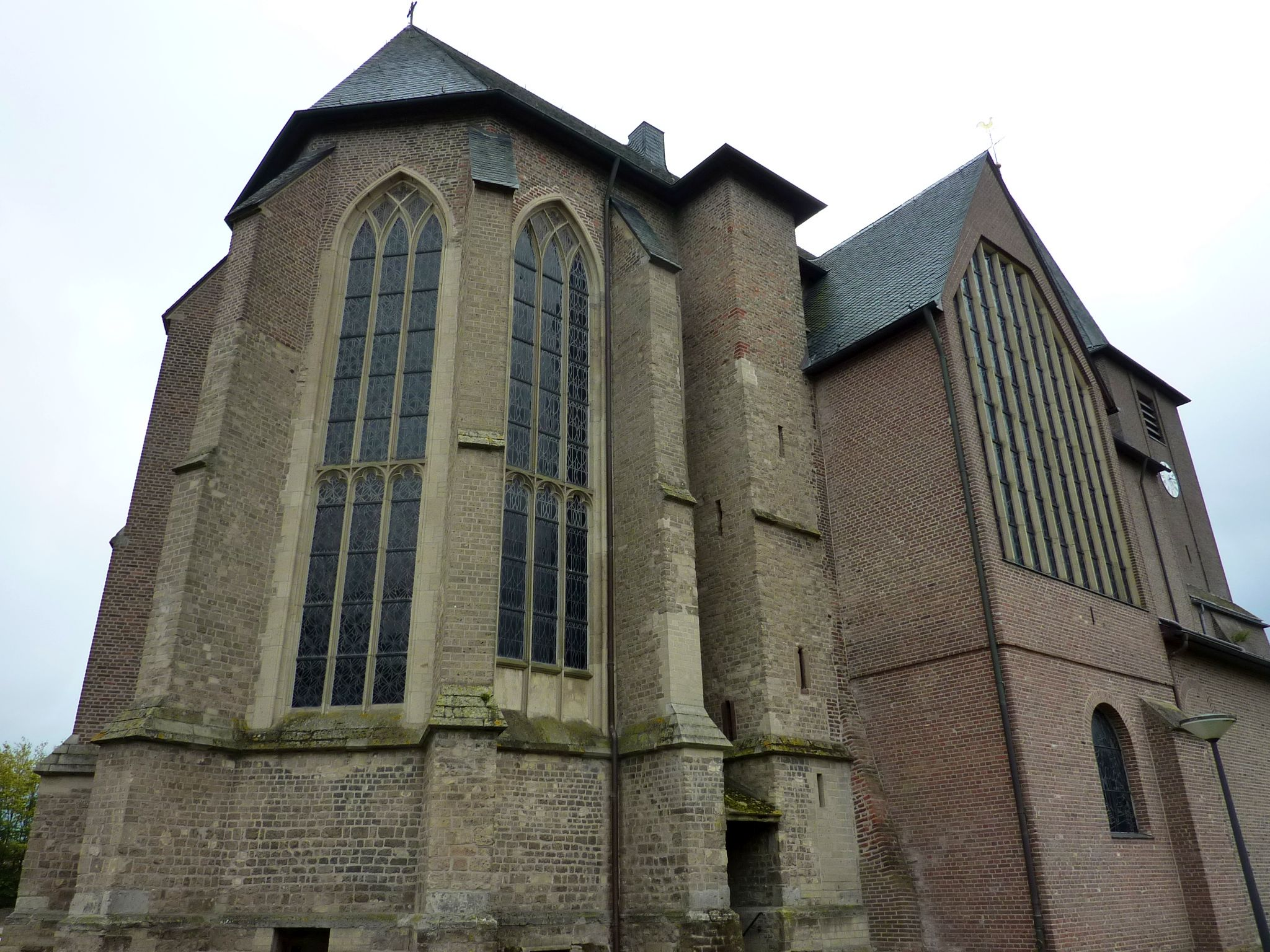
Ehemalige Stiftskirche St. Martin (1436–1802), heute Pfarrkirche St. Peter und Paul, Kranenburg

Das Stift St. Martin war ein geistliches Institut im Erzbistum Köln, Archidiakonat Xanten, das von 1002/21 bis 1802 bestanden hat.

## Geschichte
Zu Beginn des 11. Jahrhunderts stiftete Graf Balderich von Drenthe mit Zustimmung seiner Frau Adela von Elten an der Kirche St. Martin von Zyfflich ein Stift, das er dem Heiligen Martin von Tours weihte. Die Zyfflicher Kirche gilt auch heute noch – nach zahlreichen Umbauten und Zerstörungen – als bedeutendes Beispiel ottonischer Architektur im Rheinland.
Das Stift war Sitz eines Dekanats im Archidiakonat Xanten; die Zyfflicher Pröpste sind im Hochmittelalter häufig in der Umgebung der Kölner Erzbischöfe zu belegen. 1117 ist erstmals ein Graf von Kleve als Vogt des Zyfflicher Stifts bezeugt. In der Folgezeit kam es häufig zu Konflikten zwischen den Kanonikern und den Grafen, da sich diese Besitzungen des Stifts eigenmächtig aneigneten. Im 13. Jahrhundert errichteten die Klever Grafen auf Zyfflicher Vogteigut Burg und Stadt Kranenburg; 1297 mussten die Stiftsherren die Selbständigkeit der Pfarre Kranenburg anerkennen.
1436 ließ Herzog Adolf II. von Kleve das Zyfflicher Stift an die Pfarrkirche von Kranenburg verlegen, die in diesen Jahrzehnten aus den Mitteln der Kranenburger Kreuzwallfahrt neu erbaut wurde. Neben dem Argument, dass die ummauerte Stadt Kranenburg den Kanonikern mehr Sicherheit bieten könne als das unmittelbar an der Grenze zum Herzogtum Geldern gelegene Dorf Zyfflich spielte auch das Bestreben des Herzogs eine Rolle, mehr Einfluss auf das Stift zu gewinnen. Im 16. Jahrhundert war der Humanist Johann von Vlatten Propst des Stifts. Das Martinsstift bestand in Kranenburg noch bis zur Säkularisation 1802.

## Archivalien
Große Teile des Stiftsarchivs sind nach 1802 verloren gegangen. Ein Teil liegt heute im Hauptstaatsarchiv Düsseldorf, Bestand Stift Kranenburg-Zyfflich, weitere Archivalien befinden sich im katholischen Pfarrarchiv St. Peter und Paul, Kranenburg.